# (6705) Ринакетти
(6705) Ринакетти (фр. Rinaketty) — типичный астероид главного пояса, который был открыт 2 сентября 1988 года французским астрономом Анри Дебеонем в обсерватории Ла-Силья и назван в честь французской певицы 30-х годов XX века Рины Кетти.

Орбита астероида Ринакетти и его положение в Солнечной системе